# Madonna in gloria col Bambino, san Matteo, san Girolamo e il committente
Madonna in gloria con il Bambino, san Matteo, san Girolamo e il committente, detta anche Madonna de' Caliari, è un'opera del pittore veronese Nicola Giolfino oggi conservata nel museo di Castelvecchio a Verona.
Originariamente era la pala d'altare della chiesa di San Matteo Concortine. A seguito della soppressione della chiesa, avvenuta nel 1806, la tela entrò nel 1812 a far parte delle collezioni civiche veronesi. Un maldestro tentativo di restauro nel 1858 ne rovinò irrimediabilmente la gamma cromatica. Gli ulteriori danni del tempo ne hanno compromesso ancora di più lo stato. Il nome con cui è comunemente conosciuta, Madonna de' Caliari, deriva dal nome del committente, il rettore della chiesa don Girolamo de Caliari, raffigurato in basso come spesso avveniva nelle pale devozionali veronesi. Nonostante lo stato di conservazione precario, è comunque considerata una delle migliori opere del Giolfino, apprezzata per la composizione di "grande respiro" che non nasconde gli influssi nordici e quelli del maestro Liberale da Verona.